# Hypnum submolle
Hypnum submolle là một loài Rêu trong họ Hypnaceae. Loài này được (Kindb.) Paris mô tả khoa học đầu tiên năm 1900.